# باشگاه ورزشی زاگلبی ساسنوویتس
زاگلبی ساسنوویتس یک باشگاه فوتبال مستقر در ساسنوویتس، لهستان است. این باشگاه در سال ۱۹۰۶ تأسیس شد. چهار بار قهرمان جام حذفی لهستان شد (۱۹۶۲، ۱۹۶۳، ۱۹۷۷، ۱۹۷۸)، و همچنین چهار بار نایب قهرمان لیگ برتر لهستان شد (۱۹۵۵، ۱۹۶۴، ۱۹۶۷، ۱۹۷۲). به غیر از فوتبال، سازمان زاگلبی بخش‌های دیگری نیز دارد، مانند هاکی روی یخ و بسکتبال مردان.

## ورزشگاه
زاگلبی ساسنوویتس مسابقات خانگی خود را از سال ۱۹۵۶ در ورزشگاه لودووی انجام می‌دهد. با این حال، یک ورزشگاه  جدید به نام زاگلبیوفسکی پارک اسپورتووی با ظرفیت ۱۱،۶۰۰ نفر از سال ۲۰۱۹ در حال ساخت است؛ در حالی که ورزشگاه قدیمی به عنوان یک زمین تمرین استفاده می‌شود.

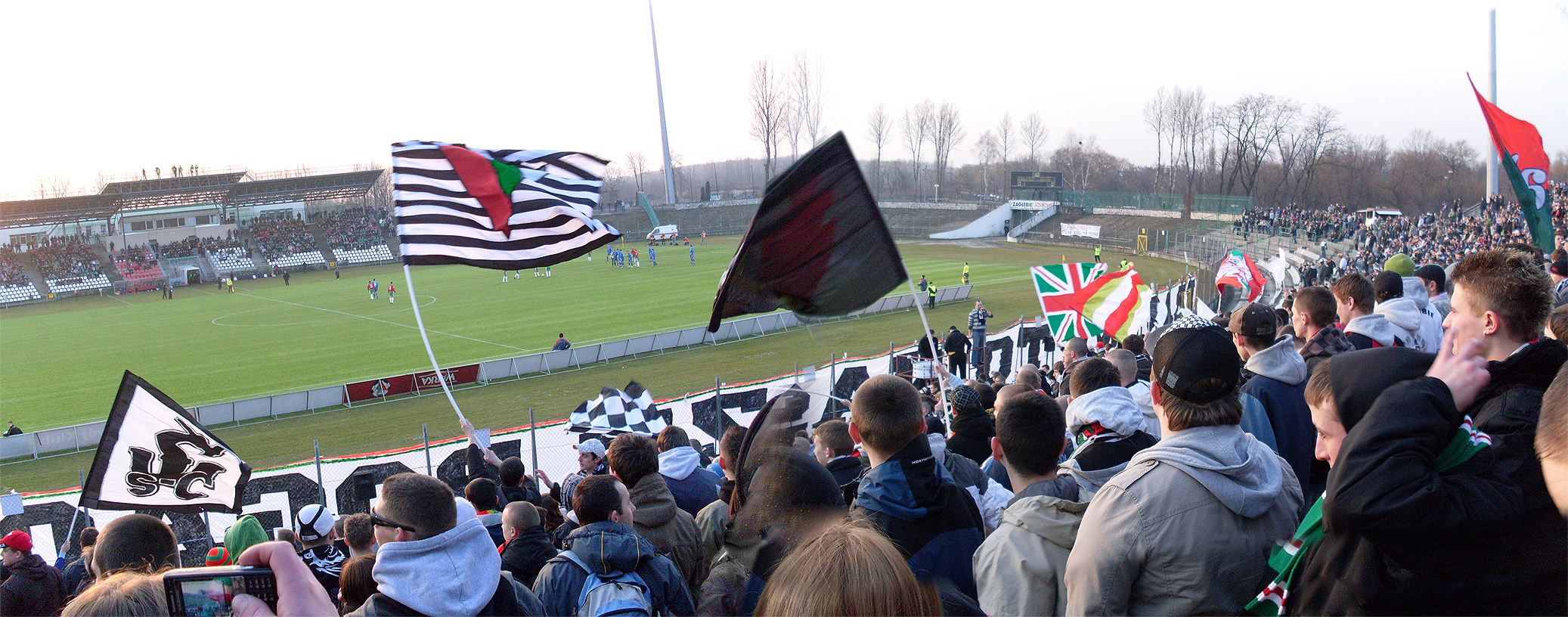
ورزشگاه لودووی

## افتخارات
- نایب قهرمانی لیگ برتر لهستان: ۴

۱۹۵۵، ۱۹۶۴، ۱۹۶۷، ۱۹۷۲
- مقام سومی لیگ برتر لهستان: ۳

۱۹۶۲، ۱۹۶۳، ۱۹۶۵
- قهرمانی جام حذفی لهستان: ۴

۱۹۶۲، ۱۹۶۳، ۱۹۷۷، ۱۹۷۸
- فینالیست جام حذفی لهستان:

۱۹۷۱
- نیمه‌نهایی جام اینترتوتو ۶۷–۱۹۶۶